# فیلم راکی هارور
فیلم راکی هارور (انگلیسی: The Rocky Horror Picture Show) فیلمی در ژانر موزیکال، کمدی و ترسناک به کارگردانی جیم شارمن است که در سال ۱۹۷۵ منتشر شد. این فیلم اقتباسی سینمایی از نمایش راکی هارور ساخته ریچارد اوبراین است.

## بازیگران
- تیم کوری
- بری باستویک
- چارلز گری
- جاناتان آدامز
- سوزان ساراندون
- ریچارد اوبراین
- میت لوف
- کریستوفر بیگینس